# Tyrvändö sakristia
Tyrvändö sakristia är en medeltida stenbyggnad i Tyrvändö i det finländska landskapet Egentliga Tavastland. Sakristian är belägen i byn Stjärnsund i Hattula kommun. Tyrvändö sakristia uppfördes troligen i början av 1500-talet och är den enda kvarstående delen av den medeltida kyrkan i socknen. Kyrkan revs i början av 1800-talet när en ny kyrka, Tyrvändö kyrka, invigdes.